# ボリス・エリツィン
ボリス・ニコラエヴィチ・エリツィン（ロシア語: Бори́с Никола́евич Е́льцин  発音、ラテン文字表記の例：Boris Nikolayevich Yel'tsin、1931年2月1日 - 2007年4月23日）は、ソビエト連邦及びロシアの政治家。ロシア連邦の初代大統領（1991年 - 1999年）および同国初代ロシア連邦閣僚会議議長（首相）（1991年 - 1992年）など、その他ソビエト連邦でも数多くの役職を務めた。

## 概要
第10回および第11回ソビエト連邦最高会議副議長（1979年 - 1989年）、ソビエト連邦最高会議員（1984 - 1988年）、ソビエト連邦人民代議員副議長、ソビエト連邦最高会議民族評議会委員（1989年 - 1990年）、ロシア共和国副首相兼最高会議議長（1990年 - 1991年）、ソビエト連邦共産党党員（1961年 - 1990年）、ソビエト連邦共産党中央委員（1981年 - 1990年）、党内では、スヴェルドロフスク州委員会第一書記（1976年 - 1985年）、ソビエト連邦共産党中央委員会書記（1985年 - 1986年）、モスクワ市委員会第一書記（1985年 - 1987年）、ソビエト連邦共産党中央委員会政治局候補（1986年 - 1988年）の職を歴任。
エリツィンは、ロシアで民選で選ばれた初の国家元首として歴史に名を刻み、ロシアの社会・政治・経済構造を急進的に改革した。大統領在任中、ソ連8月クーデターに対する抵抗と、ソビエト連邦からのロシアの離脱を呼びかけて民主化（＝ソビエト連邦の崩壊）に導いたことへの評価がある一方、ロシアの威信の低下、腐敗した縁故資本主義、議会と対決する強権的な政治手法、第一次チェチェン紛争の泥沼化への批判もあった。また、酒好きでも知られており、訪米中に泥酔してパンツ一丁でタクシーに乗ろうとしたり、アスカル・アカエフキルギスタン大統領（当時）の頭をローシュキ（スプーン型のロシアの伝統楽器）で叩いたりしたなど飲酒に関する豪快なエピソードが多く知られている。
多くの専門家によると、エリツィンの治世において、ロシアは管理民主制と大統領に強い権限が集中する共和制国家の成立、半権威主義体制が確立された。

## 来歴

### 青年期
1931年2月1日にソビエト連邦内のロシア共和国、ウラル州ブトカ地区ブトカ村（あるいはバスマノフスコエ村）に誕生する。家系はウラル地方の独立農民である。建設労働者であった父は「労働者階級の分解と既存の法秩序に対する不満の導入を目的として、労働者の間で組織的な反ソ扇動を行った」罪（富農撲滅運動の罪）で無実の罪を着せられ収容所生活を送った。食糧や物資の不足を利用して、戦争やソビエト権力の死が迫っているという挑発的な噂を流しながら、不健全なムードを作り出そうとした。自伝によれば、エリツィンは幼年期にロシア正教会でキリスト教の幼児洗礼を受けたという。第二次世界大戦中に武器庫から盗んだ手榴弾を分解している最中に、手榴弾が爆発し、左手の親指と人差し指が失われた。指が欠損していたため、エリツィンは兵役に就かなかった。ベレズニキ (Berezniki) にあるプーシキン高校 (Pushkin High School) を卒業。1955年にスヴェルドロフスクのウラル工科大学建築科を卒業する。エリツィンの公式伝記やメディアによれば、彼は学業で成功を収め、クラスの首席だったが、素行が咎められ、喧嘩好きだった。その後、1968年までスヴェルドロフスク州にある建設企業に勤めた。

### スヴェルドロフスクでの勤務
1961年にソビエト連邦共産党に入党する。1968年から党の活動に専従し、スヴェルドロフスク州地方委員会に異動し、建設部門の責任者となる。1975年にスヴェルドロフスク州地方委員会書記に選出され、同地方の産業開発を担当した。彼の前任者であるヤーコフ・リャボブは、後年に、エリツィンは威圧的だが非常に実行力のある人物だと回想している。
1976年、エリツィンはスヴェルドロフスク州中央委員会政治局の推薦により、彼はスヴェルドロフスク党第一書記（スヴェルドロフスク州の実質的な指導者）に選出され、1985年までその地位にあった。エリツィンの命により、スヴェルドロフスクには地方委員会のために市内で最も高い23階建てのビルが建設された。1970年代後半には、スヴェルドロフスクと州北部を結ぶ高速道路の建設や、バロック様式から新しい住宅への住民の再定住を促進した。なお、1977年には党の指示により旧ロシア皇帝ニコライ2世一家殺害現場のイパチェフ館を取り壊している。エリツィンは、一連のスヴェルドロフスク州での働きぶりを評価され、ソビエト連邦軍（陸軍）の予備役大佐の軍事階級を与えられた。

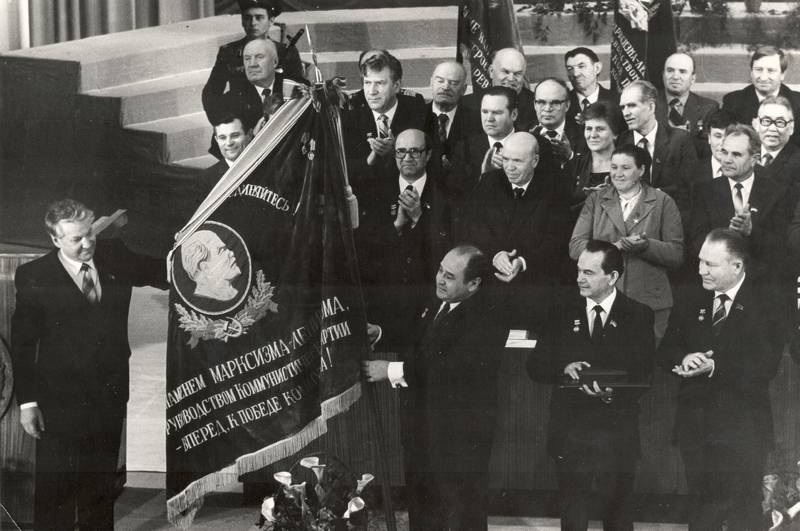
レーニン勲章の旗を授与するエリツィン。（1985年）

1978年から1989年にかけて、スヴェルドロフスク州セロフ選挙区選出のソビエト連邦最高会議副議長に就任する。また、スヴェルドロフスク州での働きぶりをレオニード・ブレジネフに評価され、1981年に党中央委員となり、1990年に党を去るまで同委員会の委員を務めた。
ミハイル・ゴルバチョフの書記長就任後、1985年に党中央委員会政治局員候補兼書記に就任。エゴール・リガチョフの推薦により、モスクワに赴任し、4月には中央委員会建設部の責任者となり、1985年6月には中央委員会建設担当書記に選出された。

### モスクワでの勤務
ブレジネフ派の大物であるヴィクトル・グリシンがモスクワ市の党第一書記を解任されると、1985年12月に後任のモスクワ市の党第一書記に就任した。就任後、彼は首都の党組織とソビエト機構の幹部粛清を開始し、多くのモスクワ市委員会の幹部と地区委員会の第一書記を解任した。また、個人的に店舗や倉庫を検査し、モスクワで食品サンプル展を開催した。エリツィンの下で、モスクワの新しい総合開発計画が策定され始め、歴史的建造物の取り壊しが禁止され、シティーデーが祝われ始めた。
1986年2月の共産党第27回党大会で、彼は中央委員会政治局候補に選出され、1988年2月18日までその地位にあった。ゴルバチョフの下では改革派として行動したが、ゴルバチョフ政権におけるペレストロイカの遅れを強く非難したため、他の政治局員からのエリツィンに対する批判はゴルバチョフを驚かせるほど強いものとなる。1987年にブレジネフ派の大物エゴール・リガチョフを公然と非難したため、彼と対立し、政治局候補としての職務の辞任を求めた。しかし彼の支持者であった「ペレストロイカの立役者」のアレクサンドル・ヤコヴレフらはエリツィンの反ゴルバチョフ演説を批判し、結局、エリツィンも自分の誤りを認め、悔い改めることを余儀なくされた。
11月3日、エリツィンはゴルバチョフに書簡を送り、モスクワ市第一書記として留任するよう懇願した。11月9日、彼は心臓発作のため入院した。後のゴルバチョフやヴィタリー・ウォロトニコフの証言によると、自殺未遂あるいは自殺未遂を装ったものによるものであったという。
中央委員会はエリツィンの演説を「政治的誤謬」とみなした。1987年11月11日、彼は再び悔い改め、自らの過ちを認めたが、モスクワ市の党第一書記を解任された。さらに1988年2月には政治局員候補からも解任されている。しかし、完全に降格されたわけではなく、アフリカの「どこかの国」に大使として派遣する案があったものの、名ばかりの地位にとどまった。また、政治局員候補としての地位は失ったが、中央委員会のメンバーとしては留任した。
1988年夏、彼はカレリア共和国共産党から第19回全ソ連党大会の代表に選出された。7月1日、エリツィンは党大会で演説し、再びリガチョフの政治局からの解任を提案し、党幹部の特権を批判し、「停滞」の責任はブレジネフ一人にあるのではなく、政治局全体にあると主張した。最後にエリツィンは、10月の中央委員会総会での演説の誤りに対する、自らの改悟発言を撤回するよう求めた。

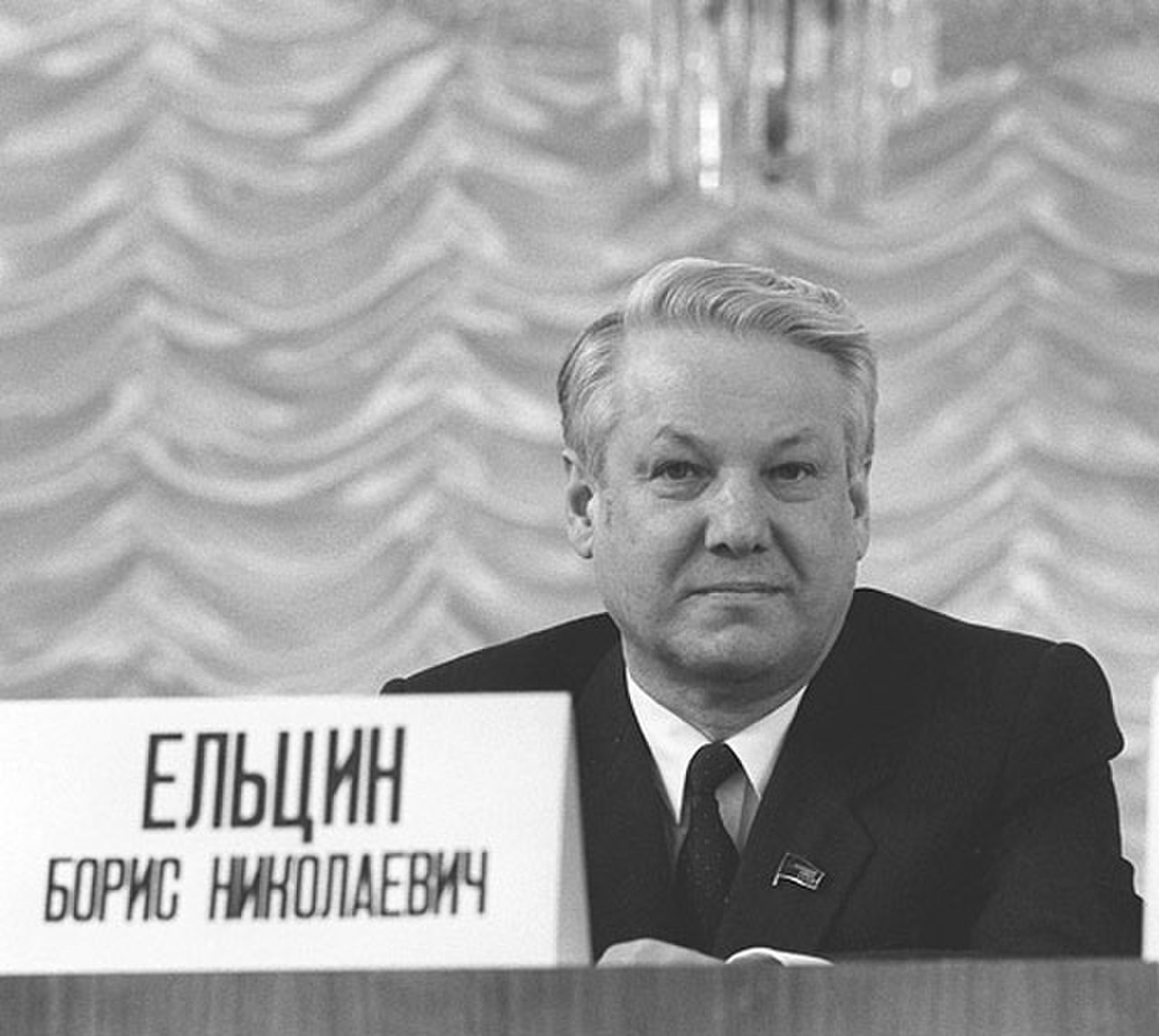
ソビエト連邦人民代議員候補の選挙綱領を掲げたエリツィンの演説（1989年2月21日）

1989年6月から1990年12月26日まで、エリツィンはソビエト連邦最高会議民族評議会のメンバーであった。ソビエト連邦最高会議建設建築委員会委員長に選出される。

### ロシア共和国最高会議議長
1990年5月、ロシア連邦人民代議員会議は、当時ロシア共和国の国家元首であった最高会議議長を選出しなければならなかった。当選するためには、代議員から少なくとも531票を獲得する必要があった。選挙ブロックの民主ロシアは大統領候補にエリツィンを指名した。エリツィンの対立候補は保守派のイワン・ポロスコフであった。彼によれば、彼は第1回投票と第2回投票でエリツィンに13票から15票の差をつけていたが、中央委員会政治局で彼は立候補の取り下げを命じられた。彼の代わりに「クレムリン候補」に指名されたのは、元ロシア内務大臣のアレクサンドル・ウラソフであった。しかしウラソフは5月29日の第3回投票ではエリツィンの535票に対して467票で敗れた。
エリツィンの指導の下、最高会議は「財産法」など、国のさらなる発展に影響を与える法律を数多く可決した。
翌年、1990年6月12日、ロシア連邦人民代議員大会は、連邦法に対するロシア法の優位性を規定した「ロシア連邦国家主権宣言」を採択した。同年7月13日にはソ連共産党を離党した。これにより、それまで二次的、従属的な役割を担っていたロシア連邦最高会議議長の政治的重みが劇的に増した。
1990年8月から10月にかけて、ロシア連邦構成共和国内で相次いで主権宣言が採択された。カレリアASSPの国家主権宣言が採択され、コミASSP、タタールASSP、ウドムルトASSP、ヤクートASSP、 チュヴァシASSPの国家主権が宣言された。アディゲASSP、 ブリヤートASSP、バシキールASSP、カルムイクASSP、マリASSP、チュヴァシASSP、ゴルノ＝アルタイスクAO、 ヤマロ・ネネツAO、ゴルノ＝アルタイスクACCP、イルクーツク州などの共和国も主権宣言をしている。しかし、国家の完全な独立や連邦からの分離独立の問題は原則として提起されず、連邦中央との関係は将来、連邦中央と協定を結ぶことによって解決されることになっていた。
1991年の6月12日は、ロシア連邦最高会議の決議により、ロシア連邦の祝日となった。
1990年12月、ゴルバチョフは新連邦条約の草案を提案した。1990年12月24日には、ソビエト連邦を対等な主権共和国からなる新たな連邦として維持することが必要であり、そこではいかなる人権も自由も完全に保障されるものとみなすことが規定された。
1991年2月7日、ロシア共和国最高会議は決議第581-I号「1991年3月17日のソビエト連邦の国民投票およびロシア共和国の国民投票を確保するための措置について」を採択し、ソビエト連邦の存続を問う全ソビエト連邦の国民投票とロシア共和国の国民投票を共和国全土で実施することを命じ、ロシア共和国に大統領が設置されることが採択された。
1991年2月19日、リガとビルニュスでの暴動の際、エリツィンはソ連指導部が軍を導入したことを、テレビ演説で批判し、ゴルバチョフの辞任と構成共和国首脳で構成される連邦評議会への権力移譲を初めて要求した。その2日後、ロシア共和国最高会議が開かれ、ラマザン・アブドゥラチーポフやヴィタリー・シロヴァトコ らは、エリツィンの権威主義的な最高会議運営は批判した。しかし、第一副議長のルスラン・ハズブラートフがエリツィン擁護の発言を積極的に行ったため、他の代議員たちはこの批判を無視した。
3月17日の1991年のソビエト連邦国民投票では、ロシアの有権者の71.34％がソビエト連邦の維持・更新を支持した。同日、全ロシア国民投票では、ロシアの有権者の69.85％がロシアにおける大統領職の導入に賛成した。
1991年4月5日、ロシア人民代議員会議は、ロシア共和国の大統領選挙を1991年6月12日に実施することを決定した。同年4月24日、最高会議は国民投票の結果を受け、「ロシア共和国大統領に関する法律」と「大統領選挙に関する法律」を採択した。

### ソ連の崩壊

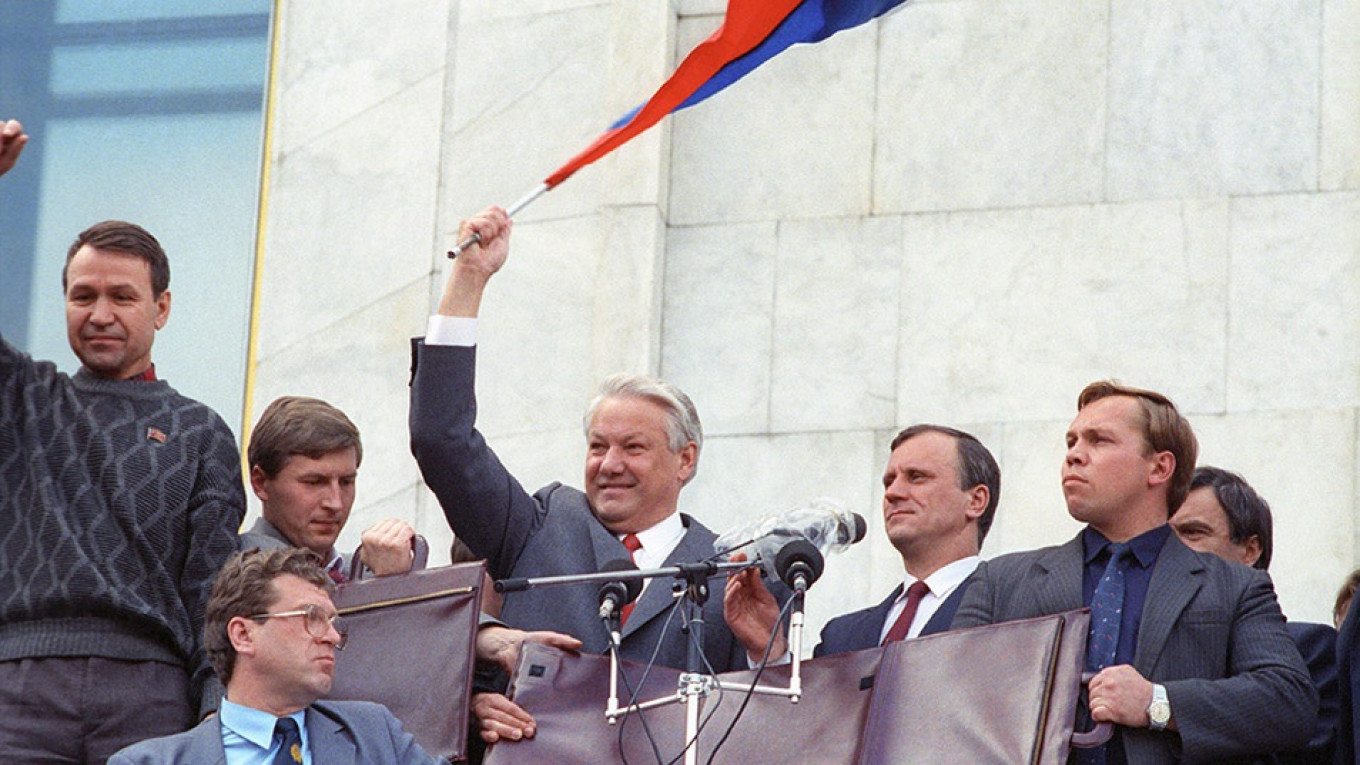
反クーデター勢力の勝利を祝うエリツィン（1991年8月22日）

同年8月にソ連のゲンナジー・ヤナーエフ副大統領を擁立する保守派が起こしたソ連8月クーデターの際には戦車の上からロシア国民に対し、ゼネストを呼びかけるなど徹底抗戦した。ゼネストは不徹底であったものの、軍と治安機関の大勢はクーデター派を支持せず、結果としてクーデターを失敗に終わらせ、この事件によりゴルバチョフの求心力が大きく失われ、代わってエリツィンの影響力が増大する。
1991年11月6日、エリツィンはソ連共産党系のロシア共産党が活動することを禁止し、首相（ロシア共和国閣僚会議議長）を兼任した。同年12月8日、エリツィンはウクライナのレオニード・クラフチュク大統領、ベラルーシのスタニスラフ・シュシケビッチ最高会議議長と秘密会談を行い、ロシア・ウクライナ・ベラルーシのソ連からの離脱と独立国家共同体 (CIS) の樹立を宣言することで合意した（ベロヴェーシ合意）。ソビエト連邦の崩壊は避けられなくなり、12月25日にゴルバチョフはソ連大統領を辞任。ソビエト連邦はその歴史に幕を下ろした。

### ロシア大統領就任
1991年6月12日、エリツィンが57.30％の得票率で当選。1991年7月10日に正式にロシア共和国大統領に就任し、ロシア初の民選国家元首となった。
1991年10月28日、エリツィンは第5回人民代議員会議において今後の経済改革の方針を発表する 。1991年11月1日、議会はエリツィンに1年1ヶ月間（1992年12月1日まで）の大統領直轄の緊急勅令の権限を与えた。この特権により、エリツィン自身が閣僚評議会議長(首相)に就任した。1992年1月、経済の自由化が開始され、旧連邦国営企業の民営化を推進した。
1992年1月2日、首相を兼任したエリツィンは貿易・価格・通貨の自由化を命じた。同時にマクロ経済安定化の経済政策を採用し、厳格な緊縮財政を行った。財政均衡を実現するため、エリツィンは金融を引き締め、産業への補助金や福祉支出などを大幅に削減した。しかし、この急激な市場経済への移行は市民の貯蓄、資産に打撃を与え、ソ連時代の生活水準は破壊された。同年6月に首相代行に指名したエゴール・ガイダルやアナトリー・チュバイスに経済政策のイニシアティヴを取らせ、国際通貨基金 (IMF) 等の国際機関の助言に従って「ショック療法（英語版記事）」と呼ばれる急進的な経済改革で完全な資本主義の導入を図った。市場経済化への一環として行われた価格自由化と国債濫発は1992年に前年比2510パーセントものハイパーインフレーションを引き起こし、1992年の国内総生産 (GDP) は前年比マイナス14.5パーセントとなってしまった。1990年代を通じてロシアのGDPは50パーセント減少し、不平等と失業は激増し、収入は劇的に減少した。一部のエコノミストは、1990年代にロシアが経験した経済危機は1930年代にアメリカやドイツで起きた大恐慌に匹敵するとも評した。
1992年2月にアレクサンドル・ルツコイ副大統領もエリツィンの経済改革を「経済的ジェノサイド」と批判した。1992年12月にエリツィンは経済改革で失敗したガイダルを解任し、代わりにガスプロム社長のヴィクトル・チェルノムイルジンを首相に指名した。12月、チェルノムイルジンは議会の信任を得て首相に就任した。一方、10月から国民一人ひとりに国有企業の株式を与えて自由に売買をさせるバウチャー方式による民営化も行われていたが、これを上手く利用して国有資産だった会社を手に入れ、莫大な富を築き上げる新興財閥（オリガルヒ）も出現した。
社会経済発展の方法とロシアの憲法構造の改革の2つ関する見解の相違は、ロシアの政治危機（1992-1993年）の一因となった。この政治危機は、前者では大統領と政府、後者では最高会議の代議員と人民代議員大会の代議員の多数派との鋭い対立によって特徴づけられた。1993年4月25日、ロシア全土で国民投票が実施され、投票者の大多数がエリツィンと彼の政策を支持すると表明したが、人民代議員選挙の早期実施を主張した。しかし、新たな選挙を招集するためには、投票権を有する国民の半数以上の支持が必要であり、その同意を得ることはできなかった。
1993年12月には、強力な大統領権限を持つ新憲法が採択され、連邦会議と国家会議から成る両院制議会、ロシア連邦議会にする事を定めた新しいロシア連邦憲法が制定された。

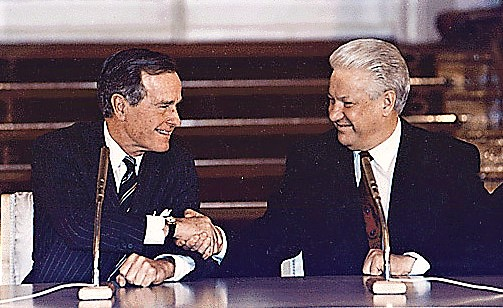
1993年、アメリカ合衆国大統領ジョージ・H・W・ブッシュと

1993年1月にアメリカ合衆国と第二次戦略兵器削減条約 (START II) を正式に調印し、外交政策では西側諸国との関係改善を推し進める一方で同年9月にはエリツィンの経済政策に反発していたルスラン・ハズブラートフ最高会議議長から「大統領は当てにできない。どうしようもないどん百姓だ。（人差し指で喉をたたきながら＝酔っ払いのジェスチャー）これさえあれば、あいつはどんな大統領令にも署名する」と非難されたことに激怒したエリツィンは、「大統領令1400号」を公布して超法規的に現行憲法を停止した上でロシア人民代議員大会及び最高会議を強制的に解体し、議会を中心とする反エリツィン陣営の除去に取りかかった。これに対してハズブラートフもエリツィンを弾劾し、最高会議の緊急会議を召集し、ルツコイ副大統領に大統領全権を付与し、10月3日、最高会議ビルに立てこもって抵抗した。翌10月にはハズブラートフらがたてこもる最高会議ビルを戦車で砲撃し、議会側は降伏し（10月政変）、ルツコイを解任すると同時に副大統領の職も廃止した。この危機はモスクワの路上での武力衝突を引き起こし、少なくとも158人が死亡、423人が負傷した。この後、エリツィンはロシア憲法裁判所の封鎖も命じ、1995年2月まで開かれることはなかった。

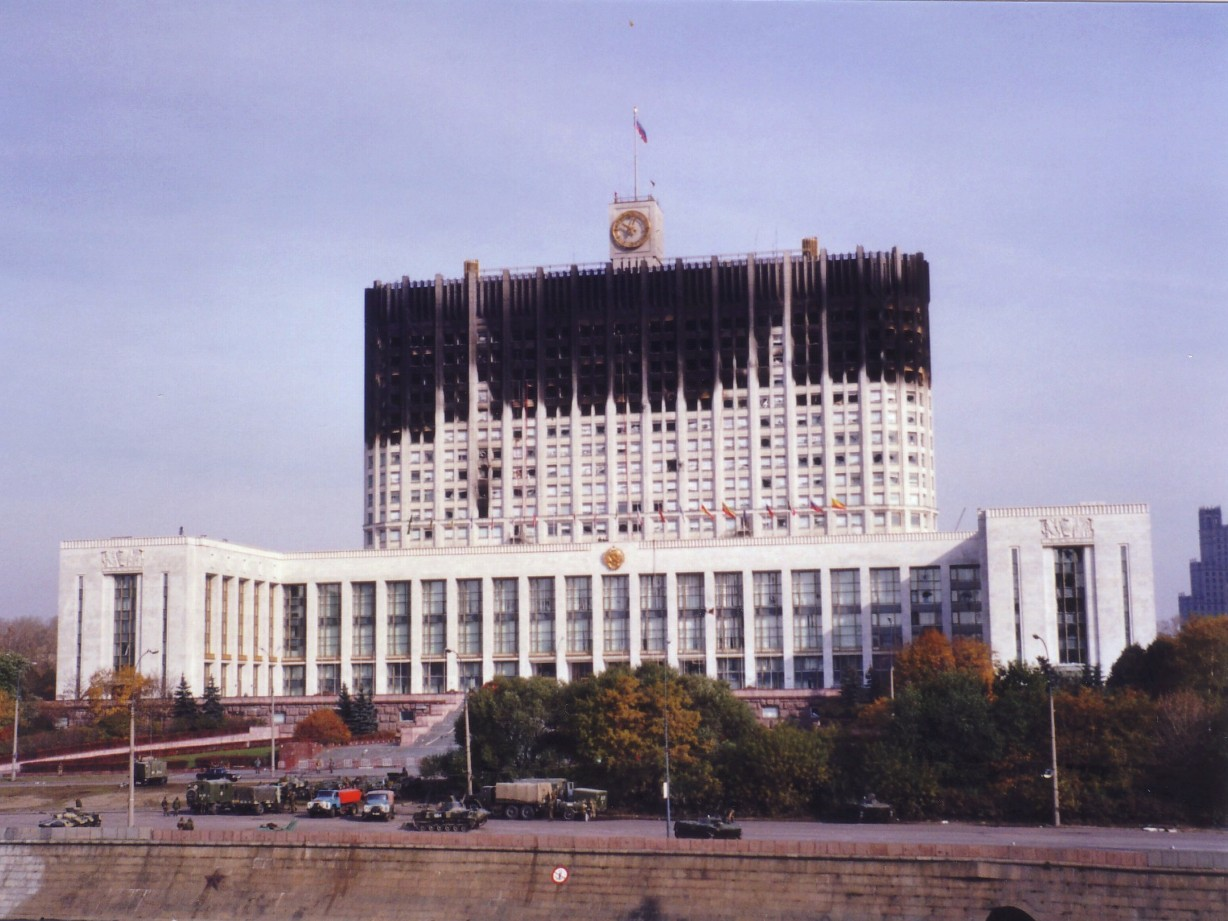
モスクワ騒乱事件で砲撃を受けたベールイ・ドーム。鎮火直後の1993年10月4日撮影。

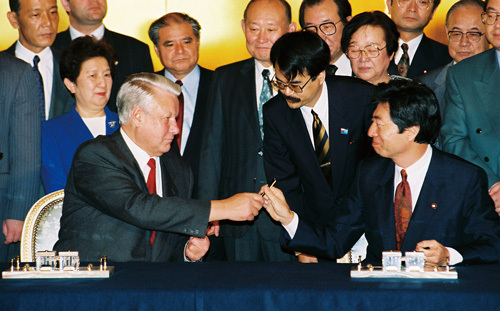
1993年、内閣総理大臣細川護熙（右）と

1993年12月には大統領に強大な権限を与え、連邦会議と国家会議から成る両院制議会、ロシア連邦議会にする事を定めた新しいロシア連邦憲法が制定された。西側諸国はエリツィンを支持した。しかし、ロシア国内ではその経済政策で生活を困窮に追いやられた多くの民衆の反感を買い、同年12月の1993年ロシア連邦議会選挙で超国家主義的なウラジーミル・ジリノフスキー率いる極右のロシア自由民主党が第一党となってロシアの議会政治が綻びを見せ始めた。
1994年にデノミを行うなど経済の混乱が続き、また第一次チェチェン紛争でのチェチェン侵攻が失敗した結果、エリツィンの支持率は低下した。
1995年の下院選挙では極右のロシア自由民主党に代わって極左のロシア連邦共産党が第一党となり、エリツィンの経済政策で貧困に喘ぐ民衆の支持でソ連崩壊で過去のものとなったはずの共産主義が復権しつつあった。さらに1996年にソ連崩壊後初めて行われたロシア大統領選挙の第1回投票ではそのロシア連邦共産党のゲンナジー・ジュガーノフ候補に得票数で僅差に追い込まれ、大苦戦する。当時の世論調査ではジュガーノフの約21％に対してエリツィンは僅か8％で第3党の自由民主党のジリノフスキーより低い支持率しかなく、側近のアレクサンドル・コルジャコフが画策した大統領選延期の計画も失敗したため、劣勢を逆転させたい一念でアメリカから選挙キャンペーンの専門家を呼んでおり、これはのちにアメリカでスピニング・ボリスとして映画化された。さらにジュガーノフ当選による共産主義への回帰を恐れたボリス・ベレゾフスキー、ウラジーミル・グシンスキーなど新興財閥から巨額の選挙資金を捻出させ、新興財閥支配下のメディアにエリツィン支持のキャンペーンを張らせるなどしてなり振りかまわぬ選挙戦を展開した。ジュガーノフとの決選投票の前には、第1回投票で3位につけたアレクサンドル・レベジ退役大将を安全保障会議書記に任命して取り込み、決選投票でエリツィンは53.8パーセントを獲得し結果的に再選を果たした。しかし、のちのロシアの第3代大統領であるドミートリー・メドヴェージェフは「我々は皆1996年にエリツィンは勝てなかったことを知っている」と述べて不正選挙が行われた可能性を指摘されている。
大統領選挙において新興財閥の力に大きく頼ったために第2次エリツィン政権では新興財閥の影響力が増した。また、大統領選前の1995年にエネルギー産業などの国営企業が株式を担保に金融機関から融資を受けられるようにする有償民営化が行われていたことで、新興財閥は結果として石油産業他多くの国営企業を手に入れ、さらに国有資産を私物化し、二女のタチアナ・ディアチェンコらエリツィンの親族とともに「セミヤー」と呼ばれる側近集団を形成するようになる。このような「セミヤー」との癒着によりエリツィン政権は政治腐敗が蔓延していき、特にベレゾフスキーを筆頭とするセミバンキルシチナと呼ばれた新興財閥が1996年から2000年までにロシアの富の50パーセントから70パーセントを支配していたともされる。
選挙前の1995年7月と10月には虚血性心疾患とみられる症状で入院。1996年11月に冠動脈バイパス手術を受けた。

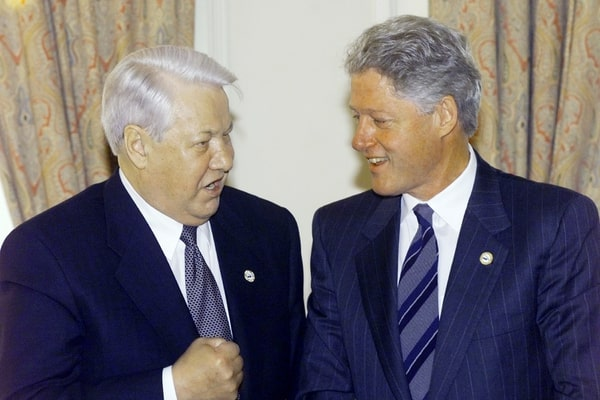
1999年、アメリカ合衆国大統領のビル・クリントンと

1998年5月、経済復興を実現するには力不足だとして、チェルノムイルジン首相を解任した。同首相は5年間に渡る長期首相だったが、一説によると病身の大統領に代わり副大統領然として振舞っていたこと、あるいは経済界との腐れ縁を大統領が嫌っての解任とも言われる。後任には35歳のセルゲイ・キリエンコ第一副首相兼燃料エネルギー相が就任したが、8月17日にロシア財政危機が発生。短期国債の取引を停止し、事実上の債務超過に陥った。就任直後の出来事だったが、責任を取らされて解任された。
1998年9月11日に首相に任命されたのは諜報機関KGB出身のエフゲニー・プリマコフであった。プリマコフはエリツィン政権で対外情報庁長官や外相を歴任した実力者であった。プリマコフ首相は、大統領よりも議会重視のスタンスを打ち出し、キリエンコ内閣で産業貿易大臣だった共産党のユーリ・マスリュコフを第一副首相に大抜擢したことで第一党の共産党を名実ともに与党にさせ、議会の支持に依拠した珍しい内閣であり、プリマコフはソ連時代に計画経済の司令塔であるゴスプラン最後の議長だったマスリュコフとともにIMFと交渉して金融危機の対処に当たった。
1999年3月にエリツィンはコソボ紛争に介入した北大西洋条約機構 (NATO) を「侵略者」であると批判し、外交政策ではプリマコフとともにアンドレイ・コズイレフ外相時代のNATOに融和的な路線も修正した。NATOがコソボに地上部隊を配備した場合のロシアの介入の可能性を警告し、「私はNATO、アメリカ、ドイツに言った。軍事行動に向かわせないでくれと。さもなければヨーロッパで戦争は確実に起き、世界大戦の可能性もある」と述べた。
1999年5月には経済を安定化させて大統領よりも支持を集めていたプリマコフ首相を解任した。さらに後任のセルゲイ・ステパーシン首相も僅か3ヶ月で解職し、首相を短期間で次々に挿げ替えて自らの権力を維持するためになりふり構わぬようにも見える行動を繰り返して政権はレームダックの様相を呈し、議会では第一党の共産党によって「ソ連解体、10月政変、チェチェン侵攻、軍事力の弱体化、ロシアの人口減少に対する責任」を理由にした弾劾の手続きも始まっていた。
1999年8月16日にはエリツィン大統領の汚職を追及していたユーリ・スクラトフ検事総長を女性スキャンダルで解任に追い込んだロシア連邦保安庁（FSB）の長官でプリマコフと同じKGB出身のウラジーミル・プーチンを首相に任命し、31日のロシア高層アパート連続爆破事件をきっかけにして勃発した第二次チェチェン紛争の制圧に辣腕を振るったプーチン首相は「強いリーダー」というイメージを高めて後の大統領当選を支える国民からの人気を得ることとなった。
1999年11月、欧州安全保障協力機構（OSCE）の会議でアメリカのクリントン大統領はエリツィンに指を差して多くの民間人犠牲者を出しているチェチェンへの空爆を止めるよう要求するとエリツィンは席から立ち去った。翌12月9日から10日にかけて、チェチェンでの軍事作戦への支持を求めて訪れて最後の外遊先となった中国で李鵬国務院総理や江沢民国家主席と会談したエリツィンは「クリントンはロシアが核兵器の完全な備蓄を保有する偉大な大国であることを忘れているようだ」と述べてかつては蜜月を築いていたアメリカに対して核戦争を示唆して恫喝した。

### 晩年

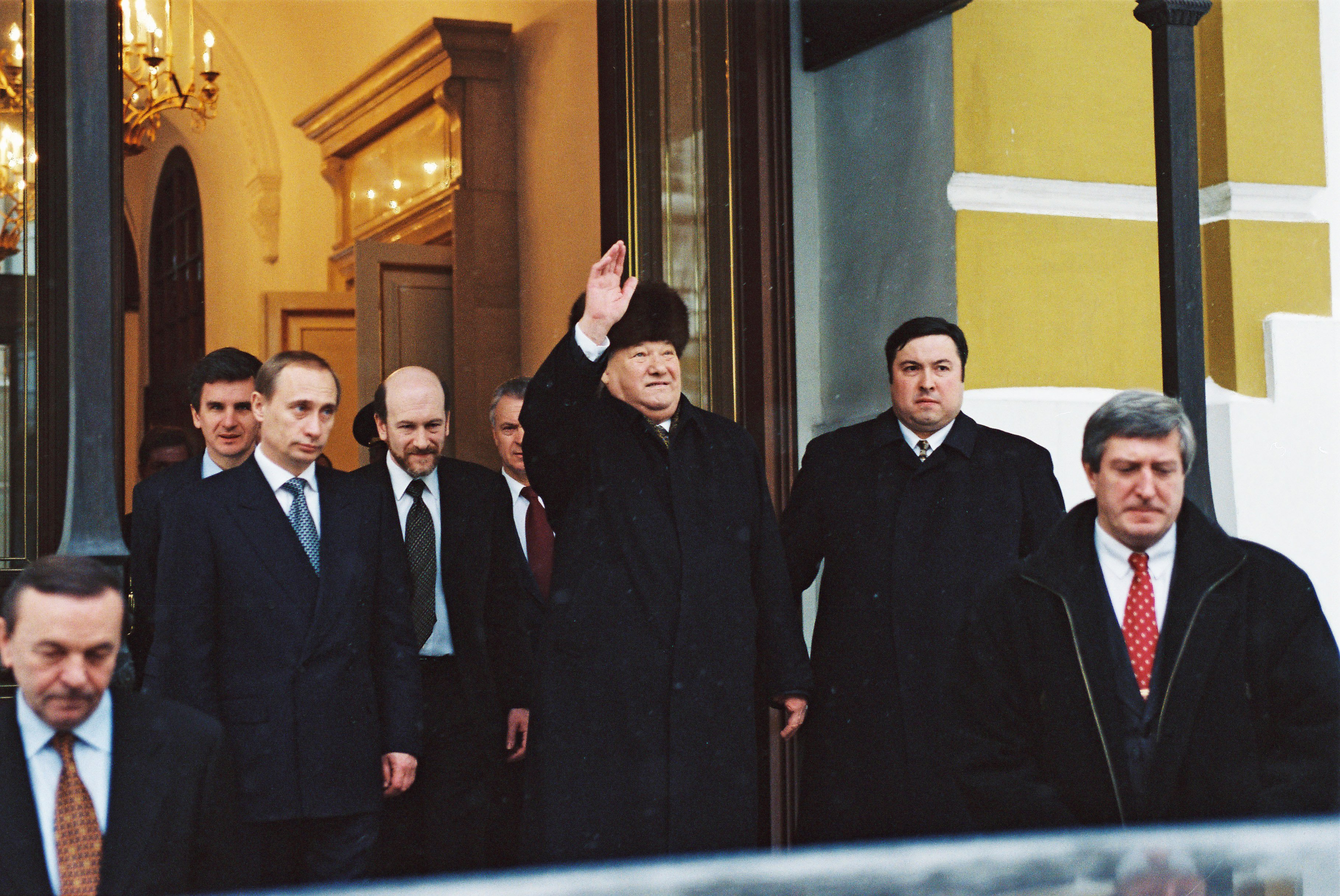
プーチン（左）を後継者に指名し、クレムリンを去るエリツィン

1999年12月31日正午のテレビ演説（エリツィン大統領の新年の挨拶）で辞意を表明し、全体主義を脱して明るい未来への期待を抱いた国民に応えられなかったことへの自省の念や民主主義の原則を守って辞任する旨を述べ、新世紀である21世紀が始まる2000年を迎えるに当たって新しい指導者がロシアに求められていると語った。後継の大統領として、プーチン首相を指名し、プーチンの最初の大統領令はエリツィンを生涯にわたって刑事訴追から免責するというものだった。
大統領辞任後は表舞台からは姿を消し、悠々自適の年金生活を送ったという。プーチン政権については、2004年のベスラン学校占拠事件発生後に知事を大統領による任命制に改めたことに対しては批判をする一方、2006年2月にプーチンはロシアにとって正しい選択だったと賞賛している。同年6月3日、パリで開催されていた全仏オープン7日目を夫妻で観戦し、マリア・シャラポワから帽子にサインしてもらう姿が撮られている。これが最後の公の姿となった。
2007年4月23日、長年の心臓疾患による多臓器不全（一部報道では心血管不全症とも）によりモスクワの病院で死去。76歳だった。4月25日に救世主ハリストス大聖堂にて国葬が行われ、プーチンはこの日を「国民服喪の日」とすることを宣言した。葬儀にはプーチン、ジョージ・H・W・ブッシュ、ビル・クリントンらが参列した。なお日本からは、要人が派遣出来ず、駐ロシア大使だった齋藤泰雄が葬儀に参列した。葬儀後、遺体はノヴォデヴィチ修道院の墓地に埋葬された。

## 人物

### 性格
政治学者やメディアはエリツィンをカリスマ的な性格と評し、彼の行動の異常で予測不可能な性質、偏屈さ、権力に対する野心、頑固さ、狡猾さ、曖昧で無定形なイデオロギー的見解を指摘した。一方エリツィンの反対派は、彼の残酷さ、臆病さ、執念深さ、知的・文化的レベルの低さを指摘した。
エリツィン政権で財務大臣を務めたミハイル・ザドルノフの回想録によれば、エリツィンは決して悪態をつかず、部外者から「あなた」と呼ばれることもなかった。しかし、この発言には元共産党中央委員会書記ヴァレンティン・クプツォフが異議を唱えている。

### 逸話
- 1989年、エリツィンは、ずぶ濡れの下着姿でモスクワ郊外の交番にたどり着いた経緯をソビエト最高会議に説明しなければならなかった。エリツィンは「何者かに襲われ、橋から川に投げ込まれた」と主張したが、共産党幹部らはエリツィンが酒に酔って恋人と逢瀬に出かける途中だったと述べた[2]。
- 身辺警護責任者だったアレクサンドル・コルジャコフによれば、エリツィンはアルコールを乱用しており、側近たちはウォッカに水を混ぜてアルコール度数を下げていた[76]。
- 1994年8月、ベルリンで行われたドイツ駐留ロシア軍の撤収記念式典で、困惑するドイツ警察音楽隊[注釈 2]の指揮者からタクトを奪い、時折ふらつきながらダイナミックに演奏を指揮した[2][77]。同式典ではマイクを握り締め「カリンカ」を熱唱しているが、この頃すでに体調が悪化していたとされる[78]。
- 1994年9月、米国訪問後のエリツィンを乗せたイリューシン86は、アルバート・レイノルズアイルランド首相との首脳会談のためシャノン空港上空を1時間ほど旋回してから着陸したが、レイノルズら政府高官と100名以上の儀仗兵と軍楽隊、車両31台を滑走路で20分以上待たせた挙げ句に会談をキャンセルして批判を浴びた。ロシア側当局者は、エリツィンは機内で泥酔していたのではなく、「とても疲れていた」と説明した。この一件の後「シャノン上空を旋回する」というフレーズが「酔いを覚まそうとする泥酔者」の婉曲表現としてアイルランドで流行した[79]。一方で帰国したエリツィンは「寝過ごした。起こしてくれなかった担当者を処罰するつもり」と答えている[80]。（エリツィン・シャノン空港事件（英語版））
- 『The Clinton Tapes: Wrestling History with the President』でビル・クリントンが著者に語った話によると、1995年に訪米中のエリツィンが深夜に泥酔してブレアハウスからホワイトハウスの周辺を下着姿で徘徊し、「ピザはどこだ」と叫びながらタクシーに乗ろうとしていたところをシークレットサービスに保護されたという[81]。ただし、ロシア側からは異論もある[82]。
- 1998年の来日時には、橋本龍太郎首相とともに和太鼓の演奏に挑戦している。

エリツィンは破天荒な行動と酔っ払いのキャラクターが定着しており、この他にも多くの都市伝説的なエピソードやアネクドートがあるが、真偽不明のものも多い。また、心疾患の持病があったことも留意する必要がある。

## 著書
- 『告白』（小笠原豊樹訳、草思社、1990年）
- 『エリツィンの手記――崩壊・対決の舞台裏』（中沢孝之訳、同朋舎出版〈上下〉、1994年）
- 『ボリス・エリツィン 最後の証言』（網屋慎哉・桃井健司訳、NCコミュニケーションズ、2004年）

### 評伝

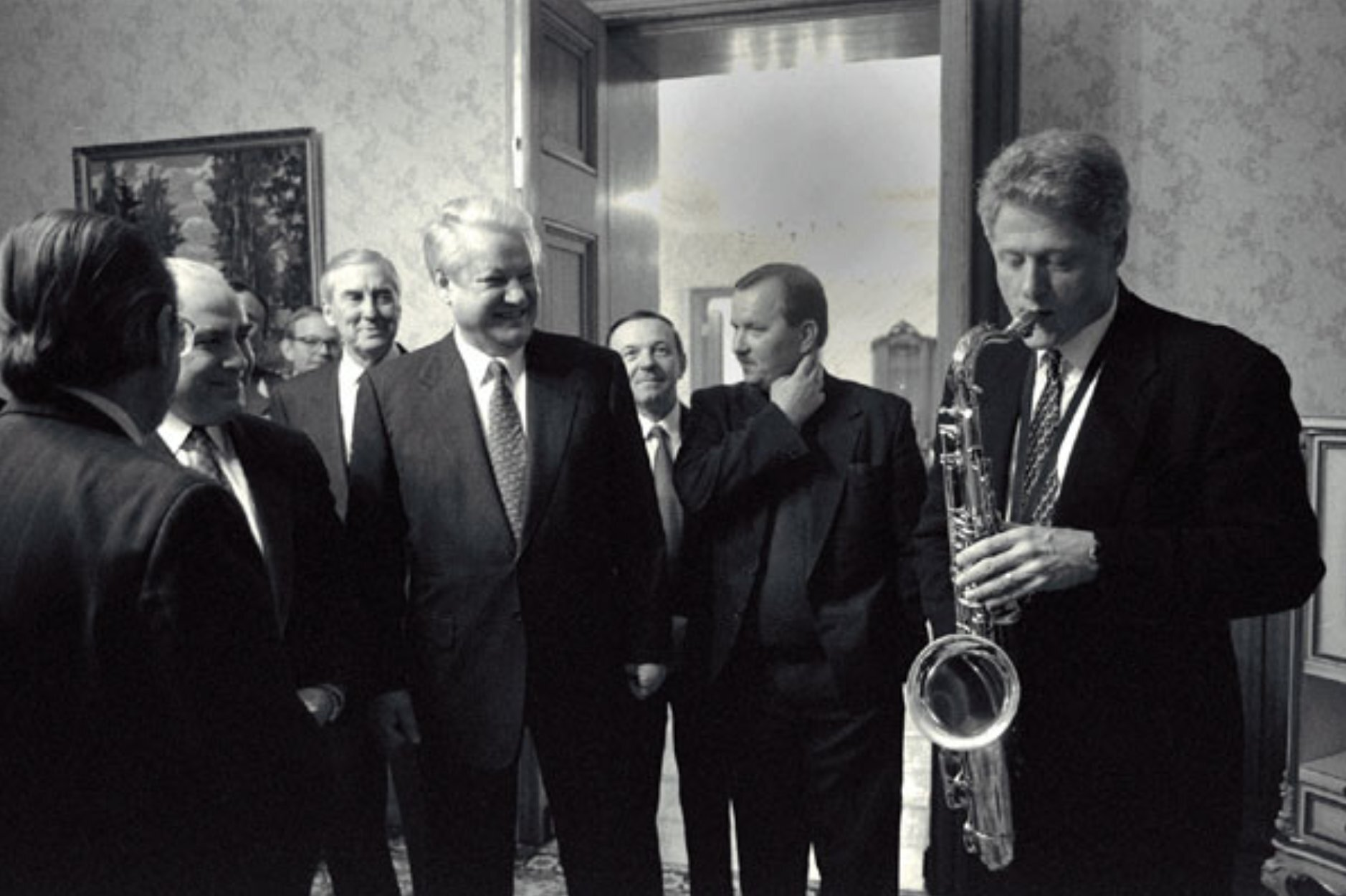
1994年、サキソフォンを演奏するクリントン米大統領を見守るエリツィン

- ジョン・モリソン『ボリス・エリツィン　ゴルバチョフを超えた英雄の二〇〇〇日』（赤井照久訳、ダイヤモンド社、1992年）
- ヴラジーミル・ソロヴィヨフ／エレーナ・クレピコヴァ『エリツィンの選択』（山岡洋一訳、文藝春秋、1992年）
- レフ・スハーノフ『ボスとしてのエリツィン　ロシア大統領補佐官の記録』（川上洸訳、同文書院インターナショナル、1993年）
- 木村汎『ボリス・エリツィン　一ロシア政治家の軌跡』（丸善ライブラリー、1997年）
- 『エリツィンとゴルバチョフ　1500日の政治対決』（ゴルシコフ編、佐藤利郎・村田優訳、新評論、1993年）